# Simão Vela
Simão Vela ou Simão Rochão foi um monge francês a quem Nossa Senhora da Penha de França teria aparecido. Ele morreu em 11 de março de 1438.